# Дорен (Нордхайде)
Дорен (нем. Dohren) — община в Германии, в земле Нижняя Саксония.
Входит в состав района Харбург. Подчиняется управлению Тоштедт. Население составляет 1153 человека (на 31 декабря 2010 года). Занимает площадь 11,25 км².